# Feaella affinis
Feaella affinis är en spindeldjursart som beskrevs av Hirst 1911. Feaella affinis ingår i släktet Feaella och familjen Feaellidae. Inga underarter finns listade i Catalogue of Life.